# Gloria Estefan
Gloria Estefan (eredeti nevén: Gloria María Milagrosa Fajardo García, Havanna, Kuba, 1957. szeptember 1. –) az USA-ban élő, többszörös Grammy-díjas kubai énekesnő, akit máig a latin zene koronázatlan királynőjének tekintenek. Zenei pályafutását a '80-as években kezdte, de a köztudatba igazán az 1993-ban kiadott Mi tierra („Az én földem”) című lemezével robbant be, amiért az első Grammy-díjat is kapta.

## Életrajz
Családja ősei anyai ágról Asztúriából vándoroltak Kubába.
Születésétől kétéves koráig Havannában élt, amikor családja 1959-ben, Fidel Castro hatalomra kerülésekor Miamiba emigrált, mert apja Fulgencio Batista egyik testőre volt.
1961-ben apja Disznó-öbölbeli invázió keretében visszatért Kubába, de elfogták, és 18 hónapig börtönben volt.
Mikor apja hazatért, beállt az amerikai hadseregbe, és Gloria családjával először Texasba, majd Dél-Karolina területére költözött.
Amikor apja Vietnámba ment, a család visszaköltözött Miamiba, ahol a nagymamájával élt, ő inspirálta Gloriát az éneklésre, és ismertette meg a szamba és a salsa dallamaival, valamint a 30-as és 40-es évek zenéjével.
Amikor apja visszatért a vietnámi háborúból, akkor már beteg volt, a Narancs Törzs (Agent Orange) nevű vegyszertől súlyos mérgezést kapott, a sclerosis multiplex miatt testileg, szellemileg leépült, tolószékbe kényszerült, a testvérével gondoskodtak róla, mert édesanyjuknak dolgozni kellett. Gloria egyetlen öröme ebben az időben a muzsika volt. Gyakran órákig ült a szobájában a gitárjával, és aktuális slágereket játszott. Gloria később erről az időszakáról azt nyilatkozta, hogy kövér, félénk, szemüveges, depressziós volt, és csak a zene volt az egyetlen öröm az életében.
1975-ben beiratkozott egy miami iskolába, és pszichológiát kezdett el tanulni. Gyakran sírt és depressziós volt. Ebből a depresszióból 1975-ben egy esemény zökkentette ki, Gloria családjával részt vett egy barátja esküvőjén, ahol édesanyja kívánságára két számot is elénekelt. Az esküvőn a „Miami Latin Boys” együttes is játszott, aminek ekkor a vezetője és billentyűse Emilio Estefan volt. Emilio felfigyelt a tehetséges lányra, és meghívta zenekarába. Egy hét múlva már Gloria és unokatestvére, Merci Murcianó a zenekar tagja lett.
A zenekar főleg spanyol nyelvű dalokat játszott, két év alatt nevet szerzett Miami és környékén is, valamint a spanyol nyelvű területeken, országokban is. Ekkor Gloria kívánságára a zenekar nevét megváltoztatták „Miami Sound Machine”-re. 3 évvel később összeházasodott Emilio Estefannal. 1980. szeptember 2-án született meg fia, Nayib.
Ezekben az években is szinte kizárólag a latin nyelvű területeken voltak sikerei az együttesnek a CBS International-on keresztül kiadott spanyol nyelvű lemezeivel.
1984-ben az Epic Records szerződött velük egy angol nyelvű lemez elkészítésére, mely az „Eyes of Innocence” címet viselte. A lemezen szereplő dr. Beat szám a táncklubok kedvelt dala lett. A következő évben tovább folytatódott az Epic Recordssal az együttműködésük, és megjelent a „Primitive Love” lemezük, amelyen olyan számok szerepeltek, mint a „Conga”.
A szám nemzetközi elismerést hozott számukra. Ezen kívül két szám is slágerlistára került, a „Bad Boy” és a „Words Get In The Way”.
1986 áprilisában a „Primitive Love” aranylemez lett, októberben pedig platinalemez, majd a következő esztendőben a „Miami Sound Machine" megváltoztatta a nevét „Gloria Estefan & Miami Sound Machine”-ra. Ez év májusában jelent meg a „Let It Loose” lemeze, augusztusban aranylemezes, 1988 májusában platinalemez, augusztusában kétszeres platinalemez lett. 1988-ban a Performance magazin az év női énekesének választotta. Májusban a „Anything For You” száma a slágerlista élére ugrott.
1989 januárjában a „Gloria Estefan & Miami Sound Machine”-t Grammy-díjra jelölték „Best Pop Duo/Group” kategóriában. Júliusában Gloria szólókarrierbe kezdett, az első önállóan neve alatt megjelenő lemez ugyanebben a hónapban a „Cuts Both” volt, mely augusztusban már platinalemez lett.

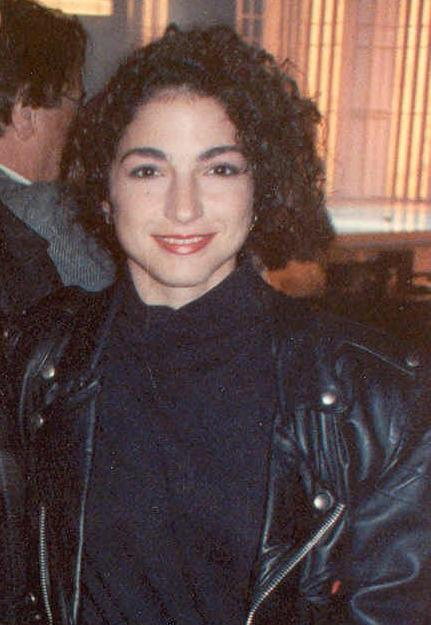
Gloria Estefan 1990-ben

1990. március 20-án a lemezt követő turné alatt a túrabusz, melyen akkor Gloria éppen aludt, karambolozott, Gloria súlyos gerincsérülést szenvedett: egy hátcsigolyája eltört, majdnem lebénult. Férje és gyermeke is megsérült, de felgyógyultak. Glória több hónap alatt tanult meg újra járni, öltözködni, és egyéb tevékenységet végezni. A gerincében ma is fémkapcsok vannak. A turnézásról is le kellett mondania.
Még ugyanebben a hónapban a „Primitive Love” kétszeres platinalemez lett, augusztusban pedig a „Cuts Both Ways” is.
Ebben az évben szintén Grammy-díjra jelölték, a Legjobb női énekes kategóriában.
1991 januárjában elnyerte a BMI Év zeneszerzője címet, és megjelent stúdióalbuma, az „Into The Light”, mely márciusban platinalemez lett. Februárban ismét elkezdett turnézni, decemberben pedig a „Let It Loose” háromszoros platinalemezzé vált.
1992-ben egyik szervezője volt az Andrew hurrikán áldozatinak megsegítésére indított koncertnek Floridában.
Megjelent a „Greatest Hits” lemeze novemberben, 1993 januárjában már platinalemezzé vált.
1993 júniusában jelent meg az első spanyol nyelvű albuma, a „Mi Tierra”.
Az LP platinalemez lett, és eladási rekordot döntött meg a spanyol nyelvű területek történetében.
Szeptemberben megjelentette a „Christmas Through Your Eyes” ünnepi lemezét is.
1994 márciusában kapta meg első Grammy-díját, a legjobb Latin Album kategóriában. (Mi Tierra). Megkapta a World Music díját is, mint legjobb spanyol nyelvű előadó.
1994-ben megjelentette lemezét a Hold Me Thrill Me Kiss Me feldolgozáslemezt, (a Turn The Beat szám a diszkók kedvelt slágere lett), decemberben pedig életet adott második gyermekének.
1995 szeptemberében jelent meg második spanyol nyelvű albuma, az „Abriendo Puertas” című lemez. Még ugyanebben a hónapban a férje hajójába egy jetski beleszaladt, és vezetője meghalt.
Október 27-én a világon elsőként énekelt popsztárként pápa előtt az USA-ban (II. János Pál pápa)
1996 februárjában kapta meg második Grammy-díját a legjobb spanyol nyelvű Latin Album kategóriában („Abriendo Puertas”). A 26. nyári olimpiai játékokon Atlantában, májusban dala, a „Reach” a nyári olimpiai játékok hivatalos dala lett. Júniusában megjelent albumán visszatért a beat és rythm zenéhez, a „Destiny” album megjelentetésével, ami az év végére platinalemez lett.
1997 februárjában díjat kapott a „Reach” számáért
1998 januárjában először énekelt Kubában Fidel Castro regnálása alatt, amikor II. János Pál pápa január 21-én Kubába látogatott és felkérték énekelni. Júniusában megjelent a „Gloria!” albuma is. Részt vett a VH1 koncertjén Aretha Franklin, Céline Dion, Mariah Carey és mások társaságában. Az erről készült lemez októberben jelent meg.
1999 februárjában a Grammy-díjra jelöltek között volt, a legjobb Tánczene kategóriában. („Heaven's What I Feel”), novemberben a „Szív hangjai” filmben szerepelt Meryl Streep mellett, a lemez dala slágerlistára került énekével.
2000 februárjában 3 Grammy jelölést is kapott, majd májusban ismét spanyol nyelvű lemeze jelent meg: a „Alma Caribeña – Caribbean Soul”. Szeptemberében kapta harmadik Grammy-díját Latin Albumáért, és jelölést kapott ezen kívül két kategóriában is, októberben pedig újabb filmben is szerepet vállalt: „For Love Or Country: The Story Of Arturo Sandoval”.(Magyar címe: „A legendás trombitás”)
2001 februárjában egy válogatáslemezt jelentetett meg „Greatest Hits – Vol.2: 1993–2000” címmel. A Latin Grammy-díj átadáson ő a legjobb klip, férje pedig a legjobb producer címet kapta meg.
2002 februárjában is Grammy-díjra jelölték. Részt vett a Salt Lake City-ben megrendezett XIX. téli olimpiai játékok záróünnepélyén előadóként. Szeptemberben koncertet adott a szeptember 11-ei terrortámadás emlékére.
2003 szeptemberében megjelentette „Unwrapped” albumát, amelyen duettet énekel Chrissie Hynde-rel és Stevie Wonderrel.
A következő esztendő júniusában bejelentette, hogy az utolsó turnéja júliusban lesz az USA-ban, aztán nem lép fel többet önálló koncerten. Októberében megjelentette „Amor y Suerte: Éxitos Románticos” albumát.
2005 januárjában részt vett a cunami áldozataiért rendezett jótékonysági koncerten (Tsunami Aid: A Concert Of Hope) az NBC szervezésében.
2007 szeptemberében megjelent a "90 Millas" (90 mérföld) című albuma, amelyben visszatért a hagyományos kubai zenevilághoz. A No Llores lett az album első kislemeze, amely nagy sikereket ért el. Rengeteg híres zenész segítette az album elkészülését, és egy dokumentumfilm is készült, melyet a Dubai filmfesztiválon is bemutattak.
Férje, Emilio, producerként dolgozik; sok tehetséges énekes pályáját indította el (Jon Secada, Carlos Ponce). Közösen férjével alapították meg a „Crescent Moon” nevű produkciós irodát, együtt dolgoztak Ricky Martinnal és Jennifer Lopezzel is. Van egy art deco szállodájuk és három éttermük Miami Beachen. Ezen kívül jelenleg dalokat ír.

## Közéleti tevékenysége
Gloria Estefan a kubai demokratikus ellenzék egyik jelképe, a kubai kommunista diktatúra következetes ellenzője, a demokratikus átmenetért folyó harc aktív támogatója.[forrás?]

## Diszkográfia
- Eyes of Innocence (1984)
- Primitive Love (1985)
- Let It Loose (1987)
- Cuts Both Ways (1989)
- Into the Light (1991)
- Greatest Hits (1992)
- Mi tierra (1993)
- Christmas Through Your Eyes (1993)
- Hold Me, Thrill Me, Kiss Me (1994)
- Abriendo puertas (1995)
- Destiny (1996)
- Gloria! (1998)
- Divas Live (VH1) (1998)

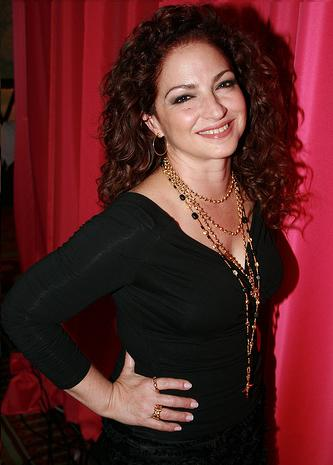
Gloria Estefan 2009-ben

- Alma caribeña / Caribbean Soul (2000)
- Greatest Hits – Vol.2: 1993–2000 (2001)
- Unwrapped (2003)
- Amor y suerte: Éxitos románticos (2004)
- 90 Millas (2007)

## Filmszerepei
- A legendás trombitás (2000)
- A szív dallamai (1999)